# Bender, Moldova
Bender hoặc Bendery, cũng được biết đến như Tighina (tiếng Nga: Бендеры, Bendery; Ukraina: Бендери, Bendery) là một thành phố bên trong biên giới được quốc tế công nhận của Moldova nhưng thuộc kiểm soát trên thực tế không được công nhận của nước Cộng hòa Transnistria từ năm 1992. Nằm bên hữu ngạn (bờ tây) của sông Dniester trong khu vực lịch sử Bessarabia, cùng với Proteagailovca vùng ngoại ô của nó, thành phố tạo thành một khu đô thị tự quản, được tách biệt từ Transnistria theo quy định của pháp luật Moldova. Bender nằm trong vùng đệm được thành lập vào cuối của cuộc chiến tranh năm 1992 Transnistria.
Trong khi Ủy ban kiểm soát chung kiểm soát phần trọng quyền hạn trong thành phố, Transnistria trên thực tế kiểm soát hành chính.
Lần đầu tiên được đề cập đến năm 1408 như Тягянякяча (Tyagyanyakyacha) trong một tài liệu bằng tiếng Slav cổ (thuật ngữ có nguồn gốc Cuman), thị trấn đã được biết đến trong thời Trung Cổ với tên Tighina có nguồn tiếng Moldavo và sau đó là Bender trong nguồn Ottoman. Pháo đài, thành phố được gọi là Bender cho hầu hết các phần của thời gian đã được một rayah tay đế chế Ottoman (1538-1812), và trong hầu hết thời gian họ thuộc về Đế quốc Nga (1828-1917). Họ được biết đến như Tighina (Тигина) trong Principality của Moldavia, trong những năm đầu của thời kỳ Đế quốc Nga (1812-1828), và trong thời gian thành phố thuộc Rumani (1918-1940; 1941-1944).
Thành phố là một phần của khu vực lịch sử của Bessarabia. Trong thời Liên Xô cũ, thành phố được biết đến Cộng hòa Xã hội chủ nghĩa Xô Viết Moldova Бендер (Bender) tại Moldova (Rumani) bằng văn bản sau đó với bảng chữ cái Cyrillic, và như Бендéры (Bendery) ở Nga. Trong Moldova độc lập, chính thức được gọi là Bender, nhưng nếu không cả hai tên Bender và Tighina được sử dụng. 